# Primera División de Chile 1970
Primera División de Chile 1970 var den chilenska högstaligan i fotboll för herrar för säsongen 1970, som slutade med att Colo-Colo vann för tionde gången.
Systemet som infördes 1969 behölls inför säsongen 1970, med en liten modifikation - de fyra främsta lagen i Zona A och i Zona B gick till finalspel istället för de tre främsta som bestämmelserna var säsongen 1969.

## Kvalificering för internationella turneringar
- Copa Libertadores 1971
  - Vinnaren av Primera División: Colo-Colo
  - Tvåan i Primera División: Unión Española

## Torneo Regional

### Torneo Metropolitano
| Plac. | Lag                  | S  | V  | O | F | GM | IM | MSK | Poäng |
| ----- | -------------------- | -- | -- | - | - | -- | -- | --- | ----- |
| 1     | Unión Española       | 14 | 10 | 2 | 2 | 23 | 10 | 13  | 22    |
| 2     | Universidad Católica | 14 | 9  | 2 | 3 | 30 | 18 | 12  | 20    |
| 3     | Colo-Colo            | 14 | 6  | 3 | 5 | 20 | 16 | 4   | 15    |
| 4     | Universidad de Chile | 14 | 4  | 7 | 3 | 28 | 25 | 3   | 15    |
| 5     | O'Higgins            | 14 | 3  | 6 | 5 | 19 | 21 | -2  | 12    |
| 6     | Palestino            | 14 | 4  | 3 | 7 | 21 | 27 | -6  | 11    |
| 7     | Audax Italiano       | 14 | 3  | 4 | 7 | 18 | 27 | -9  | 10    |
| 8     | Magallanes           | 14 | 2  | 3 | 9 | 12 | 27 | -15 | 7     |

Lag 1-5 vidare med bonuspoäng till Torneo Nacional, lag 6-8 vidare utan bonuspoäng.

### Torneo Provincial
| Plac. | Lag                   | S  | V | O | F  | GM | IM | MSK | Poäng |
| ----- | --------------------- | -- | - | - | -- | -- | -- | --- | ----- |
| 1     | Deportes Concepción   | 18 | 9 | 5 | 4  | 35 | 24 | 11  | 23    |
| 2     | Green Cross-Temuco    | 18 | 8 | 6 | 4  | 34 | 24 | 10  | 22    |
| 3     | Huachipato            | 18 | 8 | 4 | 6  | 29 | 22 | 7   | 20    |
| 4     | Deportes La Serena    | 18 | 7 | 6 | 5  | 23 | 20 | 3   | 20    |
| 5     | Everton               | 18 | 6 | 7 | 5  | 26 | 24 | 2   | 19    |
| 6     | Antofagasta Portuario | 18 | 6 | 7 | 5  | 19 | 19 | 0   | 19    |
| 7     | Lota Schwager         | 18 | 6 | 5 | 7  | 29 | 25 | 4   | 17    |
| 8     | Rangers               | 18 | 6 | 4 | 8  | 22 | 24 | -2  | 16    |
| 9     | Santiago Wanderers    | 18 | 5 | 4 | 9  | 19 | 34 | -15 | 14    |
| 10    | Unión La Calera       | 18 | 2 | 6 | 10 | 23 | 43 | -14 | 10    |

Lag 1-5 vidare med bonuspoäng till Torneo Nacional, lag 6-10 vidare utan bonuspoäng.

## Torneo Nacional

### Zona A
| Plac. | Lag                   | S  | V  | O | F | GM | IM | MSK | Poäng | Bonuspoäng |
| ----- | --------------------- | -- | -- | - | - | -- | -- | --- | ----- | ---------- |
| 1     | Universidad Católica  | 18 | 10 | 2 | 6 | 35 | 27 | 7   | 26    | 4          |
| 2     | Lota Schwager         | 18 | 9  | 6 | 3 | 21 | 13 | 8   | 24    | 0          |
| 3     | Deportes Concepción   | 18 | 6  | 7 | 5 | 23 | 20 | 3   | 24    | 5          |
| 4     | Universidad de Chile  | 18 | 8  | 5 | 5 | 18 | 12 | 6   | 23    | 2          |
| 5     | O'Higgins             | 18 | 7  | 5 | 6 | 23 | 21 | 2   | 20    | 1          |
| 6     | Huachipato            | 18 | 5  | 6 | 7 | 27 | 25 | 2   | 19    | 3          |
| 7     | Audax Italiano        | 18 | 7  | 2 | 9 | 18 | 21 | -3  | 16    | 0          |
| 8     | Antofagasta Portuario | 18 | 3  | 7 | 8 | 15 | 26 | -11 | 13    | 0          |
| 9     | Unión La Calera       | 18 | 1  | 8 | 9 | 18 | 37 | -19 | 10    | 0          |

Lag 1-3 till finalspel. Lag 9 till nedflyttningskval.

### Zona B
| Plac. | Lag                | S  | V  | O | F | GM | IM | MSK | Poäng | Bonuspoäng |
| ----- | ------------------ | -- | -- | - | - | -- | -- | --- | ----- | ---------- |
| 1     | Unión Española     | 18 | 10 | 7 | 1 | 35 | 18 | 17  | 32    | 5          |
| 2     | Everton            | 18 | 11 | 3 | 4 | 34 | 22 | 12  | 26    | 1          |
| 3     | Colo-Colo          | 18 | 7  | 6 | 5 | 26 | 23 | 3   | 23    | 3          |
| 4     | Green Cross-Temuco | 18 | 6  | 6 | 6 | 24 | 21 | 3   | 22    | 4          |
| 5     | Magallanes         | 18 | 6  | 5 | 7 | 29 | 30 | -1  | 17    | 0          |
| 6     | Deportes La Serena | 18 | 5  | 4 | 9 | 16 | 28 | -12 | 16    | 2          |
| 7     | Rangers            | 18 | 5  | 5 | 8 | 23 | 28 | -5  | 15    | 0          |
| 8     | Santiago Wanderers | 18 | 6  | 3 | 9 | 20 | 29 | -9  | 15    | 0          |
| 9     | Palestino          | 18 | 3  | 7 | 8 | 26 | 30 | -4  | 13    | 0          |

## Finalspel
| Plac. | Lag                  | S | V | O | F | GM | IM | MSK | Poäng |
| ----- | -------------------- | - | - | - | - | -- | -- | --- | ----- |
| 1     | Unión Española       | 7 | 6 | 0 | 1 | 17 | 5  | 12  | 12    |
| 2     | Colo-Colo            | 7 | 6 | 0 | 1 | 19 | 9  | 10  | 12    |
| 3     | Universidad de Chile | 7 | 4 | 0 | 3 | 11 | 8  | 3   | 8     |
| 4     | Universidad Católica | 7 | 4 | 0 | 3 | 13 | 16 | -3  | 8     |
| 5     | Concepción           | 7 | 3 | 1 | 3 | 13 | 13 | 0   | 7     |
| 6     | Everton              | 7 | 3 | 0 | 4 | 11 | 11 | 0   | 6     |
| 7     | Lota Schwager        | 7 | 1 | 1 | 5 | 8  | 17 | -9  | 3     |
| 8     | Green Cross-Temuco   | 7 | 0 | 0 | 7 | 5  | 18 | -13 | 0     |

### Final
Eftersom Colo-Colo och Unión Española hamnade på samma poäng spelades det en final för att avgöra vilket lag som skulle koras till mästare säsongen 1970. Colo-Colo vann matchen med 2-1 inför 71 335 åskådare och tog därmed sin tionde titel.
|  |  | Colo-Colo | 2–1 | Unión Española | Estadion Nacional, Santiago        |  |
|  |  |           |     |                | Publik: 71 335 Domare: Pedro Reyes |  |
|  |  |           |     |                |                                    |  |
|  |  |           |     |                |                                    |  |

| Primera División Vinnare av Primera División 1969 |
| ------------------------------------------------- |
| Chile                                             |
| Colo-Colo 10:e titeln                             |

## Nedflyttningskval
Unión La Calera höll sig kvar i högsta serien medan Palestino åkte ur efter totalt 8-3 till Unión La Calera på tre matcher.
|  |  | Unión La Calera | 2–3 | Palestino | Estadio Municipal Nicolás Chahuán Nazar, La Calera |  |
|  |  |                 |     |           |                                                    |  |
|  |  |                 |     |           |                                                    |  |
|  |  |                 |     |           |                                                    |  |

|  |  | Palestino | 0–4 | Unión La Calera | Estadio Nacional, Santiago |  |
|  |  |           |     |                 |                            |  |
|  |  |           |     |                 |                            |  |
|  |  |           |     |                 |                            |  |

|  |  | Unión La Calera | 1–1 | Palestino |  |  |
|  |  |                 |     |           |  |  |
|  |  |                 |     |           |  |  |
|  |  |                 |     |           |  |  |